# Volo magico n. 1
Volo magico n. 1 è il secondo album del musicista italiano Claudio Rocchi.

## Tracce
1. "Volo magico n.1" - [18:33]
2. "La realtà non esiste" - [2:11]
3. "Giusto amore" - [10:59]
4. "Tutto quello che ho da dire" - [4:06]

Parole e Musica di Claudio Rocchi.

## Formazione
- Claudio Rocchi - voce, cori, chitarra a 12 corde, chitarra acustica, chitarra elettrica
- Alberto Camerini - chitarra a 6 corde, cori, chitarra acustica, chitarra elettrica
- Ricky Belloni - chitarra elettrica, cori
- Eno Bruce - chitarra a 6 corde, cori, armonica a bocca, chitarra acustica, basso
- Lorenzo Vassallo - batteria, percussioni
- Eugenio Pezza - pianoforte, organo Hammond, mellotron, campanello
- Giovanni Del Ben - flauto traverso
- Donatella Bardi - voce, cori
- Gigi Belloni, Michel Kanah, Gianfranco Lombardi - cori